# France Bleu Provence
France Bleu Provence ist ein regionales Hörfunkprogramm von Radio France. Seit dem 4. September 2000 gehört das 1983 gegründete Programm zum nationalen Netz France Bleu. Dieses wechselt zwischen nationalen und regionalen Sendungen.
Das Radio verfügt über zwei Studios, eines in Aix-en-Provence (Sendefrequenz 103,6 MHz) und eines in Toulon (Frequenz 102,9 MHz). Der Sender hat den Anspruch, mit seinem Programm alle Altersklassen anzusprechen. Das Radio überträgt auch regionale Fußballspiele, zum Beispiel von Olympique Marseille.